# Boekoemonument
Het Boekoemonument is een monument ter herinnering aan Fort Boekoe, de versterkte nederzetting en verblijfplaats van de Boni-marrons in het moerasgebied ten oosten van de Cotticarivier. Het gedenkteken staat langs de Cotticarivier in het dorp Tamarin. Het is gemaakt door de beeldend kunstenaar Jan-Willem van Oldeneel uit Laren en werd op 20 september 2024 feestelijk onthuld. Daarbij waren, naast de kunstenaar en initiatiefnemer John Pel, de kapiteins Alwin Pinas en Kanape aanwezig en de ministers Rishma Kuldipsingh, Krishna Mathoera en Riad Nurmohamed.
De kunstenaar heeft zich bij de vorm van het monument laten inspireren door de fraga tiki, een totempaal met een wit kleed om voorouders te vereren. Het kunstwerk is opgebouwd in een T-vorm: een zware houten paal van de groenhart-boom van twintig bij twintig cm en 4,5 meter hoog. Bovenaan is een dwarsbalk bevestigd waaraan 84 aluminium panelen hangen in 7 rijen met 12 panelen per rij 'die zachtjes kunnen bewegen op het ritme van de wind'. Op de panelen zijn de letters b o e k o e en b o n i geplaatst, een portret van de Marronse vrijheidsstrijder Boni en symbolen van een vis, kanon, geweer, boeien en een slang in de tembe kunststijl met traditionele geometrische vormen. Volgens de bewoners van Tamarin en Pikin Santi, die door de kunstenaar betrokken werden bij het ontwerp, zijn de symbolen verbonden met de geschiedenis van het fort.

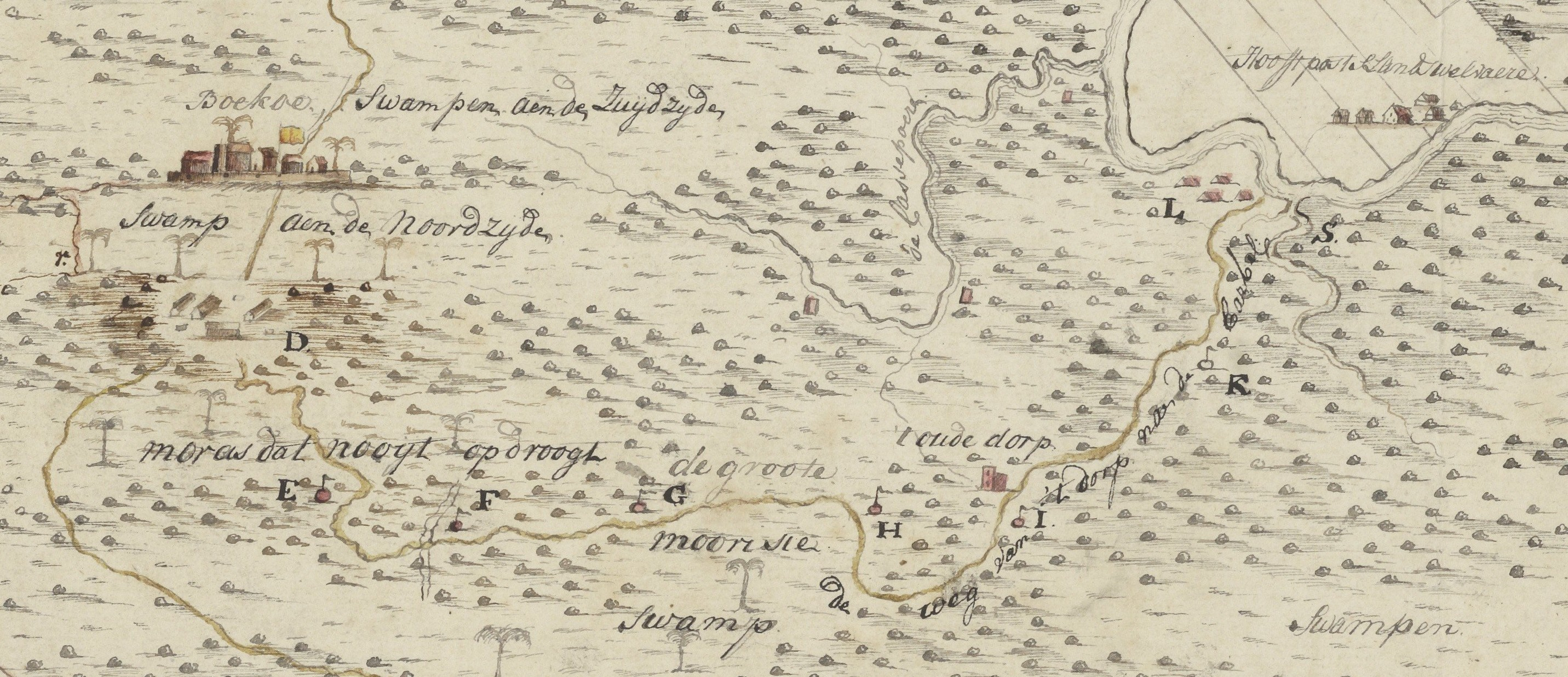
Detail van de expeditiekaart van J.F. Friderici (1773)

De initiatiefnemer voor het monument is John Pel, die meerdere archeologische zoektochten heeft georganiseerd om de oorspronkelijke plek van fort Boekoe te lokaliseren. Naast moderne meetinstrumenten maakte hij daarvoor gebruik van oude kaarten.
De totstandkoming leverde kritiek op van granman Simeon Glunder van de Aluku. Die betreurt het dat het monument op Aukaans grondgebied is geplaatst en tot stand is gekomen zonder inspraak van de Aluku, de marrongroep van verzetsstrijder Boni. Hij krijgt bijval van Iwan Wijngaarde, voorzitter van de Feydrasi Fu Afrikan Srananman, de federatie die al langer dan tien jaar de jaarlijkse Boni herdenking op het Kwakoeplein organiseert op 20 februari, de sterfdag van Boni. Hij stelt 'dat je de geschiedenis van een ander niet mag stelen'.
De initiatiefnemers benadrukken dat het monument op de gekozen plek in Aucaans gebied moet blijven staan, gezien de historische locatie van Fort Boekoe.